# Cariniana legalis

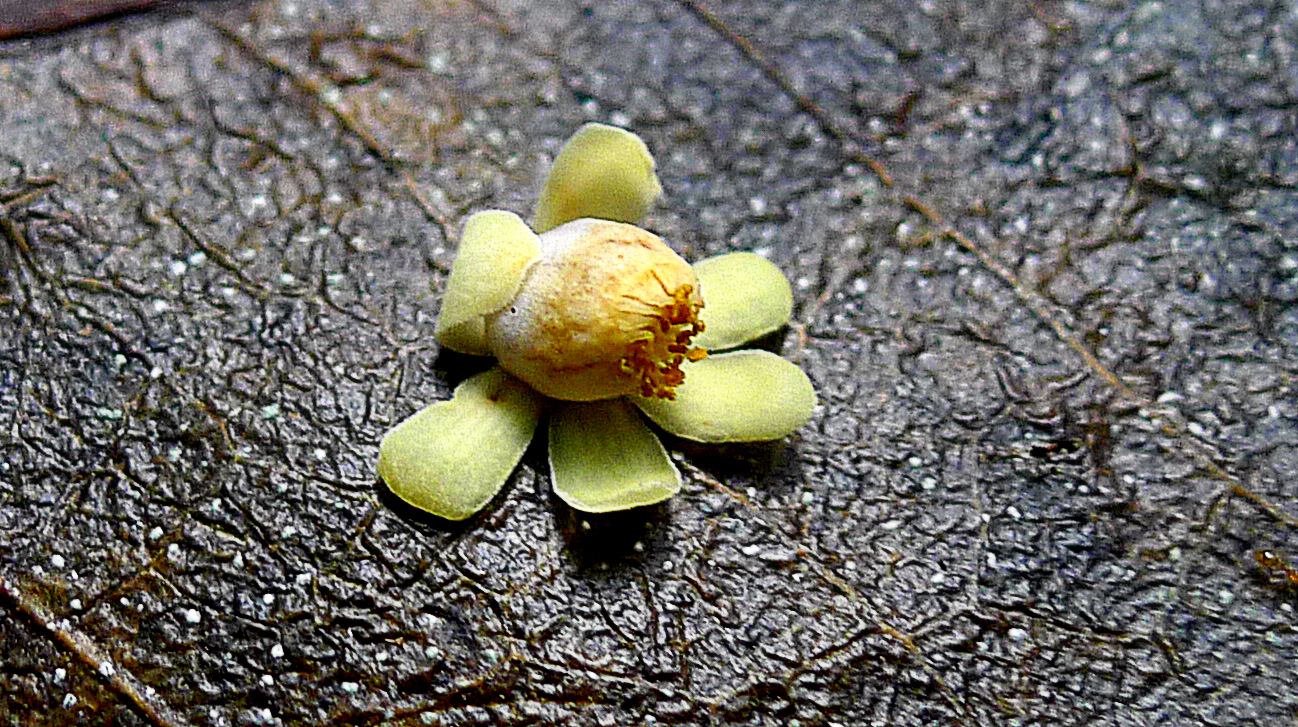
Blüte

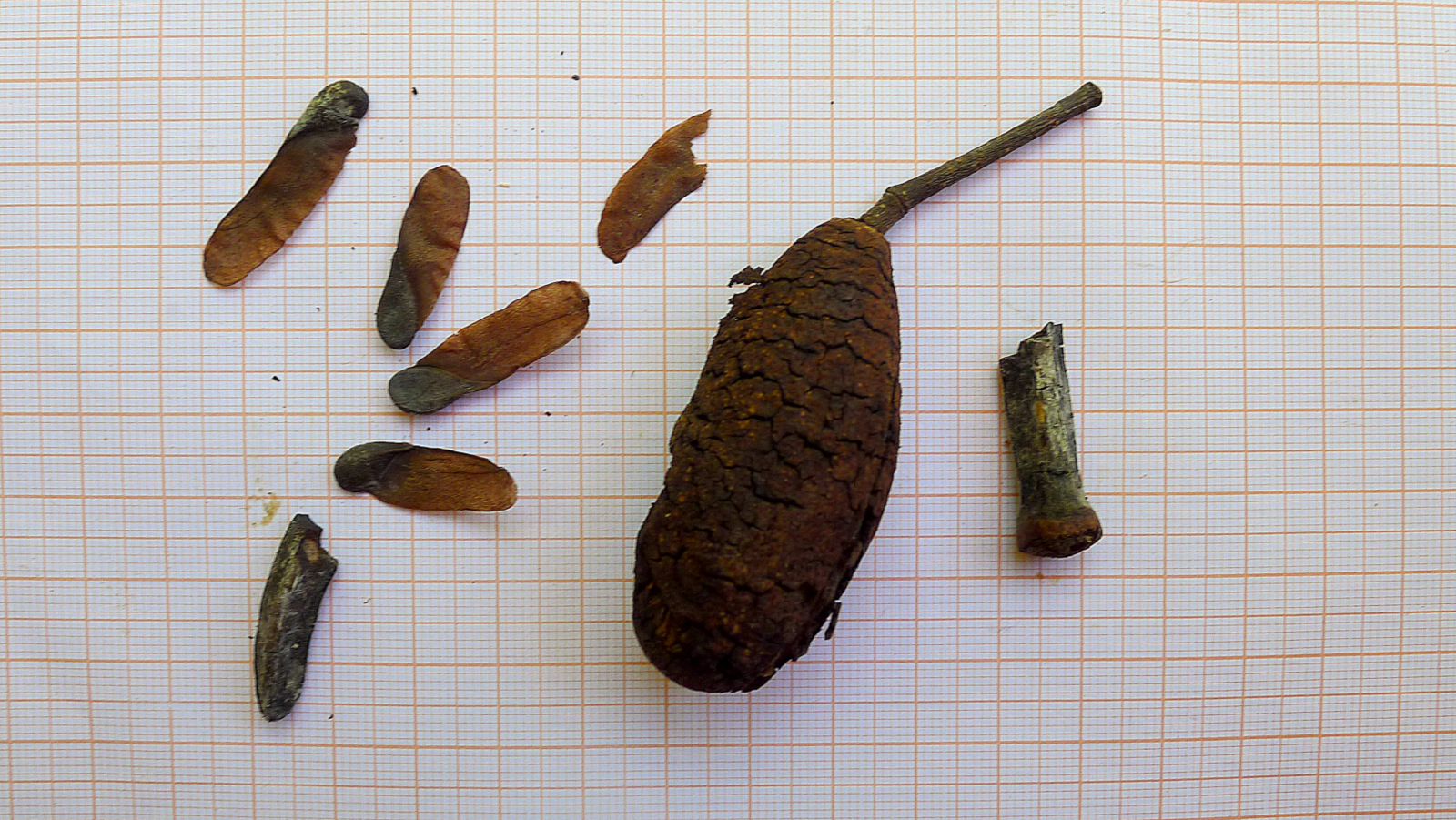
Frucht und geflügelte Samen

Cariniana legalis ist ein Baum in der Familie der Topffruchtbaumgewächse aus dem östlichen Brasilien.

## Beschreibung
Cariniana legalis wächst als halbimmergrüner Baum 30–40 Meter hoch. Der Stammdurchmesser erreicht bis zu 1,4–3,5 Meter. Es werden Wurzelanläufe oder kleinere Brettwurzeln ausgebildet. Die braun-graue Borke ist dick und furchig.
Die einfachen, leicht ledrigen, wechselständigen Laubblätter sind kurz gestielt und elliptisch, länglich bis verkehrt-eiförmig. Sie sind am Rand ganz bis feingesägt oder -gekerbt und an der Spitze bespitzt bis zugespitzt. Der Blattrand ist an der Blattbasis umgebogen. Der kurze, im oberen Teil kurz geflügelte Blattstiel ist 3–5 Millimeter lang und die Spreite ist 3,5–7,5 Zentimeter lang und 2–3,5 Zentimeter breit.
Es werden end- oder fast endständige, leicht behaarte kleine Trauben oder etwas größere Rispen gebildet. Die sehr kleinen, grünlichen bis weißen 5–6-zähligen, zwittrigen und duftenden Blüten sind kurz gestielt und mit doppelter Blütenhülle. Die außen etwas feinhaarigen, bis 3 Millimeter langen Kelchblätter sind verwachsen, mit undeutlichen, abgerundeten Lappen. Die etwas größeren Petalen sind verkehrt-eiförmig und abgerundet bis gestutzt. Es sind viele (50) rötliche Staubblätter vorhanden. Die meisten sind an der Spitze einer weißen, becherförmigen, nur leicht einseitig verlängerten, „Struktur“ angewachsen, ein paar einzelne, freie, stehen in der Blütenmitte, im Zentrum. Der unterständige Fruchtknoten ist dreikammerig mit sehr kurzem Griffel.
Es werden raue und holzige, 4,5–6,5 Zentimeter lange, 2–3 Zentimeter breite, länglich-zylindrische bis leicht verkehrt-kegelförmige sowie vielsamige, dickschalige, harte, dunkelbraune Kapselfrüchte (Pyxidium) mit einem runden, leicht gewölbtem und 1–1,5 Zentimeter breitem Deckel (Operculum) mit anhaftender, holziger Columella gebildet. Die vielen (8–16), flachen und rot-braunen Samen sind einseitig geflügelt und mit Flügel etwa 1,5–3 Zentimeter lang und 6–7,5 Millimeter breit.

## Taxonomie
Die Erstbeschreibung des Basionyms Couratari legalis erfolgte 1837 durch Carl Friedrich Philipp von Martius in Flora 20(2) (Beibl.): 88. Die Umteilung in die Gattung Cariniana erfolgt 1898 durch Carl Ernst Otto Kuntze in Revis. Gen. Pl. 3(2): 89. Ein weiteres Synonym ist Cariniana brasiliensis Casar.

## Verwendung
Das mittelschwere Holz ist begehrt, es ist aber nur moderat beständig. Es ist bekannt als Jequitibá oder Albarco, Abarco.